# Ryan Newman (actriz)
Ryan Whitney Newman (Manhattan Beach, 24 de abril de 1998), conocida como Ryan Newman, es una actriz, modelo, cantante y psicóloga estadounidense apodada  Ryry, es conocida por sus papeles en películas y series como Zeke y Luther, Zoom y See Dad Run. En su niñez se dedicó al modelaje participando en muchas sesiones de fotos para revistas como Kaiya Eva Photoshoots 2009 y Dream Magazine. Newman no solo trabaja en películas y programas de televisión, sino que también aparece en muchas propagandas comerciales durante todo el año y desde 2012 suele ser modelo de moda para jóvenes adolescentes haciendo propaganda de tales prendas.

## Vida personal y carrera
Ryan Newman nació en Manhattan Beach, California, fue a la escuela primaria Pennekamp hasta cuarto grado luego prosiguió sus estudios medios asistiendo a la Rancho Pico Junior High School en Stevenson Ranch, California . Antes de ir a la escuela, ya a sus dos años de edad, entró en la industria del entretenimiento con varias audiciones para anuncios de prensa y televisión; según las respuestas dadas en 2015 en un reportaje comenzó su carrera de actriz a los dos años cuando pidió a sus padres que le permitieran actuar diciendo I do that («Eso lo hago yo»).  Es así que a una edad temprana, Newman fue la protagonista en un comercial de queso Kraft, que fue transmitido internacionalmente por más de dos años. Es conocida por su papel en la comedia de acción 2006 Zoom donde interpreta a Cindy Collins, una niña de seis años de edad con súper fuerza que está tratando de salvar al mundo junto a sus amigos en el equipo del Capitán Zoom (Tim Allen). En el 2007 fue nominada para un Young Artist Awards por su papel.
Actualmente, tiene la distinción de ser la actriz más joven en haber sido filmada con la técnica de captura de movimiento, cuando solo tenía seis años, para la película animada Monster House dirigida por Robert Zemeckis y Steven Spielberg film que fue lanzado en el 2006. En ella tres niños descubren la verdad que se oculta tras una casa espeluznante y misteriosa. Newman formó parte de un elenco integrado por Mitchel Musso, Steve Buscemi, Nick Cannon, Maggie Gyllenhaal, Kevin James, Jason Lee y Catherine O'Hara.

Además de películas, se la ha visto en Hannah Montana interpretando a una joven Miley Stewart en los episodios "Smells Like Teen Sellout" y "I Am Hannah, Hear Me Croak". Ha trabajado con Billy Ray Cyrus y Brooke Shields. En el 2008 protagonizó la comedia Lower Learning con Jason Biggs. A principios de 2009 formó parte, en el papel de Ginger Falconi, del elenco principal en la serie Zeke & Luther de la Disney XD, papel por el que ganó un premio al artista joven en 2010. Ese mismo año apareció en un episodio de la comedia Good Luck Charlie, "Kit and Kaboodle", interpretando a una chica, Kit, que daba nombre al episodio. Después actuó en el cortometraje, The Call (La Llamada), coprotagonizándolo con Jonathan Morgan Heit. La película está dirigida hacia los niños y observa los costos emocionales del hábito de fumar.
Más tarde, en 2012 protagonizó la comedia familiar de Nickelodeon See Dad Run como Emily Hobbs (la hija del protagonista "David Hobbs", interpretado por el actor Scott Baio), un papel por el que obtuvo el Young Artist Award a la Mejor Actuación en una Serie de TV. 
A fines de julio de 2014 realizó un viaje de filantropía en Camboya promocionando a Heifer International.
Ryan Newman se ha descrito a sí misma como "Mitad judía y mitad cristiana". Ryan Newman reside actualmente, en el sur de California con sus padres y hermana, Jessica (nacida el 10 de junio de 1995). Sus pasatiempos incluyen gimnasia, bailar y cantar hip hop, tocar el piano y la guitarra. También le gusta modelar bikinis en desfiles de moda. En 2016 inició su curso de ingreso en la universidad UCLA para estudiar psicología. El 15 de junio de 2019 se graduó (Summa Cum Laude) de psicóloga.

## Filmografía
| Año  | Título                              | Personaje               | Notas                  |
| ---- | ----------------------------------- | ----------------------- | ---------------------- |
| 2006 | Monster House                       | (Eliza) Niña pequeña    |                        |
| 2006 | Zoom                                | Cindy Collins/Princesa  |                        |
| 2008 | Lower Learning                      | Carlotta                |                        |
| 2012 | The Call                            | Becky                   | Cortometraje           |
| 2015 | Sharknado 3 Oh Hell No!             | Claudia Shepherd        | Película de televisión |
| 2015 | Bad Sister                          | Zoe Brady               | Película de televisión |
| 2016 | How We Work 2                       | Ryan                    | Cortometraje           |
| 2016 | Super Novas                         | Marcie                  |                        |
| 2016 | Sharknado The 4th Awakens           | Claudia Shepherd        | Película de televisión |
| 2016 | The Thinning                        | Sarah Foster            |                        |
| 2017 | The Last Sharknado: It's About Time | Claudia Shepherd        | Película de televisión |
| 2017 | Alexander IRL                       | Lo                      |                        |
| —    | Reagan                              | Margaret «Mugs» Cleaver | Película cancelada     |
| 2023 | Exposure                            | Izzy                    |                        |

| Año        | Título                 | Personaje           | Notas                                                              |
| ---------- | ---------------------- | ------------------- | ------------------------------------------------------------------ |
| 2004       | Las pistas de Blue     | La amiga de Joe     | Episodio: «Skidoo Adventure»                                       |
| 2007       | Hannah Montana         | Young Miley Stewart | Episodio: «I am Hannah, Hear Me Croak», «Smells Like Teen Sellout» |
| 2007       | The Suite Life on Deck | Niña campista       | Sin acreditar, episodio: «Graduation»                              |
| 2009–2012  | Zeke & Luther          | Ginger Falcone      | Coprotagonista                                                     |
| 2010       | Good Luck Charlie      | Kit                 | Episodio: «Kit and Kaboodle»                                       |
| 2012–2015  | See Dad Run            | Emily Hobbs         | Elenco principal                                                   |
| 2012       | TeenNick Halo Awards   | Ella Misma          | Presentadora                                                       |
| 2013       | Big Time Rush          | Ella Misma          | Episodio: «Big Time Dreams»                                        |
| 2015- 2017 | The Thundermans        | Allison             | Papel recurrente (temporadas 3-4)                                  |
| 2016       | Paradise Run           | Ella misma          | Concursante; episodio: «Thundermans in Paradise»                   |

## Singles
| Año  | Canción           | Notas                                                                    |
| ---- | ----------------- | ------------------------------------------------------------------------ |
| 2010 | «If You Wanna Go» | Realizado en el 2010 Wyland Green Fair en Boca Raton, estado de Florida. |
| 2010 | «Crush On You»    | Realizado en el 2010 Wyland Green Fair en Boca Raton, estado de Florida. |

## Video musicales
| Año  | Canción                                                  | Artista                        |
| ---- | -------------------------------------------------------- | ------------------------------ |
| 2010 | "Happy Universal Holidays» (Felices Fiestas Universales) | Adam Hicks y Newman            |
| 2010 | «Summertime» (Tiempo de verano)                          | Daniel Curtis Lee y Adam Hicks |
| 2011 | «If Earth Could Speak» (Si la Tierra pudiera hablar)     | Disney XD                      |